# Галинаро
Галинаро (итал. Gallinaro) је насеље у Италији у округу Фрозиноне, региону Лацио.
Према процени из 2011. у насељу је живело 231 становника. Насеље се налази на надморској висини од 524 м.

## Становништво
| 1936. | 1951. | 1961. | 1971. | 1981. | 1991. | 2001. | 2011. |
| ----- | ----- | ----- | ----- | ----- | ----- | ----- | ----- |
| 1.736 | 2.002 | 1.479 | 1.047 | 1.067 | 1.159 | 1.221 | 1.246 |